# Трофимчук, Николай Антонович
Никола́й Анто́нович Трофимчу́к (19 января 1942, Беловеж, Ровенская область — 10 апреля 2002, Москва) — советский и российский религиовед, специалист по государственно-церковным отношениям и новым религиозным движениям.

## Биография
Родился 19 января 1942 года в селе Беловеж Ровенской области УССР.
Окончил Ровенский педагогический институт по специальности «русская филология» и был направлен на работу в КазССР.
Работал в посёлке Джезды Джезказганской области учителем русского языка и литературы, директором школы.
В 1974—1982 годах руководил лекторской группой Джезказганского областного комитета Коммунистической партии Казахской ССР.
В 1982—1985 годах учился в аспирантуре Академии общественных наук при ЦК КПСС. После окончания учёбы и защиты кандидатской диссертации был приглашён на работу в Академию в качестве заведующего отделом Института научного атеизма. Докторская диссертация была посвящена исследованию влияния зарубежных пропагандистских центров на религиозную ситуацию и ход демократических процессов в СССР (вторая половина 80-х — начало 90-х гг.). Особое внимание уделял зарубежной радиопропаганде, религиозно-пропагандистским и миссионерским центрам, таким как «Славянская миссия» (Швеция), «Иисус коммунистическому миру» (США), «Фриденштимме» (ФРГ), деятельности на территории СССР и России зарубежных религиозных организаций и проповедников. В течение двух лет работал в ЦК КПСС в должности специалиста[уточнить] по государственно-церковным отношениям и проблемам религиоведения.
С 1992 года вновь на работе в РАГС, сначала в качестве исполняющего обязанности профессора, на кафедре экологии, а с марта 1994 года до самой своей кончины — профессор и заведующий кафедрой религиоведения Российской академии государственной службы при Президенте Российской Федерации, которая была воссоздана в академии во многом именно благодаря его усилиям.
Н. А. Трофимчук принимал участие в проходившей в 23-24 апреля 1998 года Всероссийской научно-практической конференции «Христианство и ислам на рубеже веков», где затронул вопрос о миссионерской деятельности в системе политических отношений.
Н. А. Трофимчук с 17 марта 2001 года по 5 августа 2002 года являлся членом Совета по взаимодействию с религиозными объединениями при Президенте Российской Федерации, с 20 декабря 1998 года по 2 апреля 2002 года — член Комиссии по вопросам религиозных объединений при Правительстве РФ, был членом Экспертного совета при Уполномоченном по правам человека в Российской Федерации, возглавлял диссертационный совет РАГС по специальности 09.00.13 — «Религиоведение, философская антропология, философия культуры».
В 2001 года присвоено почётное звание «Заслуженный деятель науки Российской Федерации»
Скончался 10 апреля 2002 года в Москве после продолжительной болезни в возрасте 60 лет.
14—15 мая 2009 года в Челябинске прошла посвящённая памяти Н. А. Трофимчука и приуроченная к 15-летию со дня создания государственно-конфессиональных отношений Российской академии государственной службы при Президенте Российской Федерации Всероссийская научно-практическая конференция «Духовные аспекты национальной безопасности России в условиях глобального финансово-экономического кризиса», учредителями которой выступили Правительство Челябинской области, Российская академия государственной службы при Президенте Российской Федерации, Челябинский государственный университет, Челябинский юридический институт МВД России, Челябинский институт Уральской академии государственной службы, Антитеррористическая комиссия Челябинской области, Межведомственная комиссия по вопросам противодействия проявлениям экстремизма на территории Челябинской области, Ассоциация ветеранов подразделения антитеррора «Альфа».

## Научные труды

### Книги
- Трофимчук Н. А. Новому времени — новые обряды, праздники. — Алма-Ата: о-во «Знание» КазССР, 1980. — 36 с.
- Трофимчук Н. А. Разоблачение антисоветской буржуазно-клерикальной пропаганды-важный участок атеистической работы. — М.: О-во «Знание» РСФСР, 1986. — 45 с. — (В помощь лектору. О-во «Знание» РСФСР, Секция пропаганды науч.-атеист. знаний).
- Актуальные вопросы атеистического воспитания на современном этапе: Сб. ст. / Сост. Трофимчук Н. А.. — М.: Знание, 1986. — 64 с.
- Трофимчук, Н. А., Титов Н. Ю. Проблемы противодействия буржуазно-клерикальной пропаганде: вопросы и ответы. — М.: О-во «Знание» РСФСР, 1988. — 48 с. — (В помощь лектору. О-во «Знание» РСФСР, Секция пропаганды науч. атеизма).
- Трофимчук Н. А. Клерикальная радиопропаганда — орудие «психологической войны». — М.: Знание, 1988. — 64 с. — (Новое в жизни, науке, технике).
- Национальная культура и религия : Круглый стол, 16-17 янв. 1989 г. : (Стеногр. отчет) / [Редкол.: Н. А. Трофимчук (отв. ред.) и др.]. — М. : АОН при ЦК КПСС, 1989. — 145 с.; В надзаг.: Акад. обществ. наук при ЦК КПСС, Ин-т науч. атеизма
- Мигович И. И., Трофимчук Н. А. Развитие взаимоотношений государства и церкви в контексте нового политического мышления: Вопр.и ответы. — М.: Об-во «Знание» РСФСР, 1990.
- Трофимчук Н. А. Оружием правды. — Баку: О-во «Знание» АзССР, 1988. — 45 с. — (В помощь лектору.).
- Трофимчук Н. А. Оружием правды: разоблачение деятельности зарубежных клерикальных центров. — Алма-Ата: Казахстан, 1990. — 71 с. — ISBN 5-615-00436-3.
- Трофимчук Н. А. Клерикальная пропаганда: цели и средства. — Алма-Ата: О-во «Знание» КазССР, 1989. — 20 с.
- Трофимчук Н. А. Процессы перестройки в отражении зарубежной клерикальной пропаганды. — Ашхабад, 1990. — 24 с. — ISBN 5-8315-0020-9.
- Трофимчук Н. А., Иваненко С. И. Религиозные самодеятельные объединения в наши дни. — М.: О-во «Знание» РСФСР, 1990. — 40 с.
- Трофимчук Н. А., Иваненко С. И. Новые религиозные объединения: поиски, противоречия, надежды. — М.: Знание, 1991. — Т. 2. — 62 с. — (Новое в жизни, науке и технике). — ISBN 5-07-001604-0.
- Трофимчук Н. А. Христианские движения: Вопросы и ответы. — Киев: О-во «Знание» УССР, 1991. — 46 с. — (2, «Мировоззрение»). — ISBN 5-7770-0264-1.
- Трофимчук Н. А., Свищев М. П. Экспансия / Кафедра религиоведения РАГС при Президенте РФ. — М.: Изд-во РАГС, 2000. — 218 с.

### Составление и редакция
- Государственно-церковные отношения в России: Материалы «круглого стола», 27-28 окт. 1992 г. ( / Российская академия управления Гуманитарный центр, Центр проблем философии, истории, религии, свободы совести (ФИРСС); Сост. Н. А. Трофимчук. — М.: Луч, 1993. — 134 с.
- Религия. Национальное согласие и возрождение России : [Материалы конф., 26 марта 1993 г. / Рос. акад. управления, Гуманит. центр, Ноосфер.-экол. ин-т; Редкол.: Трофимчук Н. А. и др.. — М.: Луч, 1993. — 162 с.
- Экология и религия : В 2 ч. Ч. 1 / Рос. акад. управления, Центр гуманит. подгот. кадров управления, Ноосфер.-экол. ин-т; Сост. Н. А. Трофимчук. — М.: Луч, 1994. — 206 с.
- Экология и религия : В 2 ч. Ч. 2 / Рос. акад. управления, Центр гуманит. подгот. кадров управления, Ноосфер.-экол. ин-т; Сост. Н. А. Трофимчук. — М.: Луч, 1994. — 207—416 с.
- Ангел-хранитель земли Русской : Памяти Преподобного Сергия Радонежского: Сборник / Сост. Н. А. Трофимчук. — М.: Луч, 1994. — 141 с. — (Мыслители России). — ISBN 5-7005-0093-0.
- Государственно-церковные отношения в России: Сборник. Ч. 1 / Рос. акад. гос. службы при Президенте РФ ; Отв. ред. Отв. ред. Ф. Г. Овсиенко, Н. А. Трофимчук. — М.: РАГС, 1995. — 257 с.
- Религиозные организации Советского Союза в годы Великой Отечественной войны 1941—1945 гг. : Материалы «круглого стола», посвящ. 50-летию Победы, 13 апр. 1995 г. / Рос. акад. гос. службы при Президенте Рос. Федерации. Каф. религиоведения, ТОО «Содружество»; Редкол.: Трофимчук Н. А. (отв. ред.) и др.. — М.: РАГС, 1995. — 171 с.
- Государственно-церковные отношения в России. Курс лекций / Отв. ред. Ф. Г. Овсиенко, Н. А. Трофимчук. — М.: РАГС, 1995. — 170 с.
- Государственно-церковные отношения в России (опыт прошлого и настоящего) / Ф. Г. Овсиенко, М. И. Одинцов, Н. А. Трофимчук и др.. — М.: РАГС, 1996.
- История религий в России / Под ред. Н. А. Трофимчука. — М.: Агент, 1998. — 528 с.
- Мировой опыт государственно-церковных отношений : Учеб. пособие / Рос. акад. гос. службы при Президенте РФ; Под общ. ред. д-ра филос. наук, проф. Н. А. Трофимчука. — М.: Изд-во РАГС, 1998. — 305 с.
- Новые религиозные культы, движения и организации в России / Под ред. Н. А. Трофимчука. — 2-е изд., доп. и перераб.. — М.: Изд-во РАГС, 1998.
- История религий в России : Учебник / Баширов Л. А., Зуев Ю. П., Керимов Г. М. и др.); Под ред. Н. А. Трофимчука; Рос. акад. гос. службы при Президенте Рос. Федерации. — М.: Изд-во РАГС, 2001. — 591 с. — ISBN 5-7729-0072-2.
- История религий в России : Учебник / Баширов Л. А., Зуев Ю. П., Керимов Г. М. и др.]; Под общ. ред. Н. А. Трофимчука; Рос. акад. гос. службы при Президенте Рос. Федерации. — М.: Изд-во РАГС, 2002. — 591 с. — ISBN 5-7729-0101-X.
- История религий в России: Учебник / Под общ. ред. О. Ю. Васильевой, Н. А. Трофимчука. — 2-е изд., доп. — М.: Изд-во РАГС, 2004. — 696 с. — (Учебники РАГС при Президенте РФ). — ISBN 5-7729-0235-0.

### Статьи
- Трофимчук Н. А. Деятельность партийных комитетов по повышению эффективности противодействия буржуазно-клерикальной пропаганде // Вопросы научного атеизма. Вып. 34 / Редкол. В. И. Гараджа (отв. ред.) и др.; Акад. обществ. наук ЦК КПСС. Ин-т научного атеизма. — М.: Мысль, 1986. — С. 129—144. — 301 с. — 20 425 экз.
- Трофимчук Н. А. О характере деятельности нетрадиционных религиозных течений // Государство, религия, Церковь в России и за рубежом. — М.: РАГС, 1994. — № 1.
- Трофимчук Н. А. Нетрадиционные культы в России: особенности вероучений, социальная база и проблемы взаимоотношений с государством // Государство, религия, Церковь в России и за рубежом. — М.: РАГС, 1995. — № 5.
- Трофимчук Н. А. Новые религиозные движения: понятия, критерии // Религия и политика в современной России: Сб. ст. / Под ред. Н. А. Трофимчука. — М.: РАГС, 1997. — С. 57—66. — 82 с.
- Трофимчук, Н. А., Зуев М. П. Миссионерская деятельность в системе политических отношений // Социология власти. — М., 1998. — № 2/3. — С. 92—165.
- Трофимчук. Н. А. Защита религиозной свободы в контексте внешней политики США // Религия и право. — 1999. — № 3.
- Трофимчук Н. А. Чего добиваются борцы с новыми сектами? // Религия и право. — 1999. — № 6. — С. 20—22.
- Трофимчук Н. А. Государственно-церковные отношения: проблемы и пути их решения // Исторический вестник. — М., 2000. — № 7(11). — С. 338—343.
- Трофимчук Н. А. Миссионерская деятельность в системе политических отношений // Исторический вестник. — М., 2000. — № 7(11. — С. 344—349.
- Баширов Л. А., Трофимчук Н. А. Ислам и этнополитические конфликты в современной России // Религия и культура. — М., 2000.
- Овсиенко Ф. Г., Трофимчук Н. А. Православие в контексте развития федеративных и этнополитических отношений в Российской Федерации // Религия и культура / Реф. Сб. РАН ИНИОН / отв. ред. Скворцов Л. В., сост. Девина И. В.. — М.: ИНИОН РАН, 2000. — 228 с.
- Баширов Л. А., Трофимчук Н. А. Ислам и этнополитические конфликты в современной России // Религия и культура / Реф. Сб. РАН ИНИОН / отв. ред. Скворцов Л. В., сост. Девина И. В.. — М.: ИНИОН РАН, 2000. — 228 с.
- Трофимчук Н. А. О концепции государственно-конфессиональных отношений в современной России // Этноконфессиональный диалог: состояние, противоречия, перспективы развития: Материалы. межрегиональной научно-практической конференции. — Оренбург: Издательский центр ОГАУ, 2002.
- Трофимчук Н. А. О некоторых аспектах развития религиоведения в России // Десять лет по пути свободы совести. Проблемы реализации конституционного права на. свободу совести деятельность религиозных объединений: Материалы научно-практического семинара / Под ред. А. В. Пчелинцева. — М.: Институт религии и права, 2002.
- Кравчук В. В., Трофимчук Н. А. Причины распространения новых религиозных движений в России // История религий в России: Учебник / Под общ. ред. О. Ю. Васильевой, Н. А. Трофимчука. — 2-е изд., доп. — М.: Изд-во РАГС, 2004. — 696 с. — (Учебники РАГС при Президенте РФ). — ISBN 5-7729-0235-0.
- Зуев Ю. П., Кудрина Т. А., Лопаткин Р. А., Овсиенко Ф. Г., Трофимчук Н. А. Развитие религиоведческого образования в государственных и муниципальных образовательных учреждениях Российской федерации (Аналитический материал) (недоступная ссылка — история) // Журнал «Государство, религия, Церковь в России и за рубежом». — М.: Кафедра государственно — конфессиональных отношений РАГС, 2009. — Вып. 1: Антология отечественного религиоведения Ч. 4. — С. 131—177. (также в сборнике — Религия и образование : Сб . обзоров и реф . / РАН ИНИОН. Центр гуманит. науч.-информ. исслед. Отд. Философии; Рос. Акад. гос службы при Президенте РФ. Каф. Религиоведения / Отв. ред . Скворцов Л. В.; Сост. Девина И. В.. — М., 2002. — С. 5—72. — 208 с. — (Религиоведение). — ISBN 5-248-00119-6.

## Публицистика
- Трофимчук Н. А. «Вирус» атеизма // НГ — Религия. — 29.11.2000.
- Трофимчук Н. А. О роли религиозных миссий в геополитической экспансии Запада // «НГ — Религия». — 28.03.2001. — С. 6.

- Главное — это взаимопонимание и терпимость: беседа с учёным-религоведом Н. А. Трофимчуком // Религия и право. — 2001. — С. 32—33.

## Отзывы
Религиовед и историк, кандидат философских наук, доктор исторических наук, профессор и заведующая кафедрой Отечественной истории и архивоведения Школы гуманитарных наук ДВФУ С. М. Дударенок в своей докторской диссертации отмечала, что 
К настоящему времени в России сложилось несколько центров по изучения нетрадиционных религий. Крупнейший из них — кафедра религиоведения Российской Академии Государственной службы при Президенте РФ, долгое время возглавляемая д.ф.н., профессором H.A. Трофимчуком. Под его руководством был издан единственный на сегодня светский словарь-справочник «Новые религиозные культы, движения и организации в России», который содержит взвешенные, объективные характеристики феномена в делом и его конкретных проявлений. На кафедре были защищены первые в России кандидатские и докторские диссертации по проблемам нетрадиционных религий и государственно-правового регулирования их деятельности

Первый заместитель губернатора Челябинской области А. Н. Косилов в интервью газете «Спецназ России» отмечал, что 
Н. А. Трофимчук пользовался огромным авторитетом как ведущий российский учёный — специалист в области взаимоотношений государства и религиозных объединений. […] Добрая память о Николае Антоновиче Трофимчуке — большом учёном и патриоте России — хранится среди учёных-религиоведов и выпускников кафедры — служащих органов государственной власти и муниципального самоуправления практически всех республик, краев и областей Российской Федерации. Последняя научно-практическая конференция, организованная Н. А. Трофимчуком в декабре 2001 года, называлась «Религия и проблемы национальной безопасности России». На ней впервые в России религиозная, духовная сфера жизни общества была рассмотрена как неотъемлемый фактор поддержания и укрепления национальной безопасности России.